# ФК Пушкаш aкадемија
Фудбалска академија Пушкаш је мађарски фудбалски клуб који игра у НБ 1. Седиште клуба је у Фелчуту, Мађарска.

## Успеси
- Прва лига Мађарске у фудбалу:
  - Треће место (1): 2019/20
- Друга лига Мађарске у фудбалу:
  - Шампион (1): 2012/13, 2016–17
- Куп Мађарске у фудбалу:
  - Финалист (1): 2017/18

### Млађе категорије
- Куп Пушкаша:
  - Финалиста (3): 2008, 2012, 2014

## Резултати у Европи
Ажурирано 27. август 2020.'
| сезона                    | такмичење              | коло | клуб       | домаћин | гост | УББ |
| ------------------------- | ---------------------- | ---- | ---------- | ------- | ---- | --- |
| УЕФА Лига Европе 2020/21. | УЕФА Лига Европе       | 1КК  | Хамарби ИФ | Н/Д     | 0−3  | Н/Д |
| 2021–22                   | УЕФА Лига конференције | 1КК  |            |         |      |     |

Белешка
- КК: Квалификационо коло